# 1016
1016 (MXVI) var ett skottår som började en söndag i den julianska kalendern.

## Händelser

### April
- 23 april – Vid Ethelred den villrådiges död efterträds han som kung av England av sin son Edmund Järnsida.

### Oktober
- 18 oktober – Danskarna besegrar engelsmännen i slaget vid Ashingdon.[1] Efter detta delas England upp mellan den danske kungen Knut den store och den engelske Edmund Järnsida. När Edmund dör en och en halv månad senare tar Knut över hela makten över England.

### November
- 30 november – Vid Emund Järnsidas död efterträds han som kung av England av den danske kungen Knut den store.

### Okänt datum
- George Tsul, härskare över Khazarien, tillfångatas av en enad styrka från bysantinska riket och Kievriket vilket effektivt säkrar Khazariens existens.
- Normandiska riddare anländer till Sicilien.
- Kejsaren Sanjo efterträds av Go-Ichijo på Japans tron.
- Slaget vid Neaje utkämpas.
- Jordbävningar förstör delvis Klippdomen.
- Den norska staden Sarpsborg grundas av Olav den helige.

## Födda
- Harald Harfot, kung av England 1037–1040
- Bela I, kung av Ungern 1060–1063
- Sven Knutsson, jarl över Norge 1029–1035 under den danske kungen Knut den store
- Cao (kejsarinna), Kinas kejsarinna 1034-1063 och regent 1063-1064

## Avlidna
- 23 april – Ethelred den villrådige, kung av England 978–1013 och sedan 1014.[1]
- 30 november – Edmund Järnsida, kung av England sedan 23 april samma år.[1]
- Sven Håkonsson, jarl över Norge 1000–1015 under den danske kungen Sven Tveskägg.

### Fotnoter
1. 1 2 3  ”Chronology of World History”. Arkiverad från originalet den 12 oktober 2011. https://www.webcitation.org/62NLU2AIL?url=http://www.islandnet.com/~KPOLSSON/worldhis/wor1000.htm. Läst 18 juli 2011.